# Nabdín
Nabdín je malá vesnice, část obce Černuc v okrese Kladno ve Středočeském kraji. Nachází se při soutoku Bakovského a Zlonického potoka, zhruba 2,5 kilometru jižně od Černuce a 2,5 kilometru západně od Velvar.

## Historie
První písemná zmínka o vesnici pochází z roku 1352.

## Obyvatelstvo
| Rok            | 1869 | 1880 | 1890 | 1900 | 1910 | 1921 | 1930 | 1950 | 1961 | 1970 | 1980 | 1991 | 2001 | 2011 | 2021 |
| -------------- | ---- | ---- | ---- | ---- | ---- | ---- | ---- | ---- | ---- | ---- | ---- | ---- | ---- | ---- | ---- |
| Počet obyvatel | 219  | 220  | 219  | 205  | 197  | 185  | 195  | 132  | 118  | 95   | 73   | 36   | 57   | 78   | 72   |
| Počet domů     | 39   | 41   | 41   | 42   | 43   | 43   | 47   | 46   | 46   | 33   | 28   | 29   | 29   | 31   | 30   |

## Obecní správa
Při sčítání lidu v letech 1850–1979 Nabdín byl  osadou obce Bratkovice, se kterým patřil nejprve do okresu Slaný, ale v letech 1921–1950 v okrese Kralupy nad Vltavou a od roku 1960 v okrese Kladno. Od 1. ledna 1980 je částí obce Černuc v okrese Kladno.

## Pamětihodnosti
- Kostel svaté Barbory

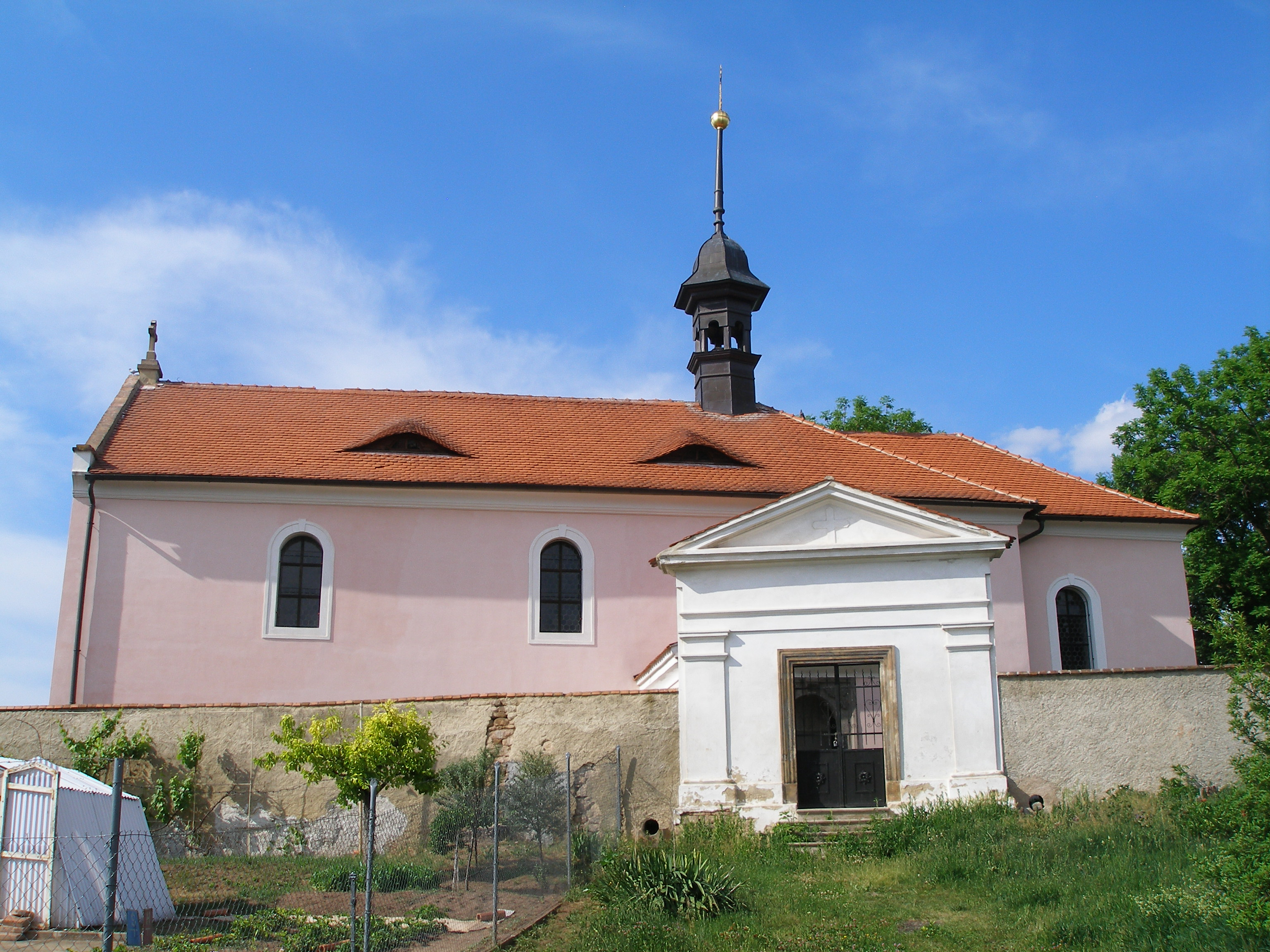
Kostel svaté Barbory

- Zvonice, dřevěná na šestiboké podezdívce
- Usedlost čp. 1
- Usedlost čp. 12